# Tony Hawk's Downhill Jam
Tony Hawk's Downhill Jam is een computerspel gebaseerd op de Tony Hawk-series. Het spel is een titel voor de Nintendo Wii en is tevens verkrijgbaar voor de Nintendo DS en de Gameboy Advance.
In tegenstelling tot de normale Tony Hawk-spellen, gaat dit deel erom om snelheid te vergaren en te finishen voordat je tegenstanders dit doen, in plaats van hoge scores halen en opdrachten voltooien.

## Platforms
| Jaar | Platform                           |
| ---- | ---------------------------------- |
| 2006 | Nintendo DS, Wii, Game Boy Advance |
| 2007 | PlayStation 2                      |

### Game Boy Advance-versie
In tegenstelling tot andere Tony Hawk-spellen voor de GBA, is dit deel helemaal in 3D. Dit is ongebruikelijk voor Game Boy Advance-spellen. Het is het eerste 3D-skateboard spel voor de GBA.

### Nintendo DS-versie
Deze versie is ontworpen door Vicarious Visions, die al meer ervaring hadden met het ontwerpen hiervan. Ze hebben elk andere Tony Hawk-spel ontworpen voor de GBA en ook Tony Hawk's American Sk8land voor de Nintendo DS.
Met Nintendo Wi-Fi Connection is het mogelijk om met maximaal 4 spelers tegen elkaar te spelen.

### Wii-versie
Om deze versie te spelen, moet je de Wii controller 90° draaien, zoals een Nes-controller, omdat het anders onmogelijk is, omdat je met de stick moet sturen en Aerials moet maken.

## Ontvangst
| Beoordeeld door             | Platform      | Datum            | Score |
| --------------------------- | ------------- | ---------------- | ----- |
| Game Chronicles             | Nintendo DS   | 26 oktober 2006  | 96%   |
| PGNx Media                  | Nintendo DS   | 25 oktober 2006  | 93%   |
| N-Zone                      | Nintendo DS   | 13 januari 2007  | 87%   |
| IGN                         | Nintendo DS   | 25 oktober 2006  | 87%   |
| GameSpy                     | Wii           | 18 november 2006 | 80%   |
| GamingHeaven / DriverHeaven | Wii           | 7 december 2006  | 78%   |
| Game Freaks 365             | Nintendo DS   | 2006             | 78%   |
| Daily Game                  | Nintendo DS   | 18 november 2006 | 75%   |
| Eurogamer.de                | Nintendo DS   | 13 november 2006 | 70%   |
| Jeuxvideo.com               | Nintendo DS   | 22 november 2006 | 70%   |
| The Next Level              | Wii           | 7 februari 2007  | 70%   |
| Game Freaks 365             | Wii           | 2006             | 70%   |
| GameSpot                    | Nintendo DS   | 27 oktober 2006  | 66%   |
| Meristation                 | PlayStation 2 | 16 mei 2007      | 65%   |
| Nintendojo                  | Wii           | 2007             | 65%   |
| Nintendo Spin               | Wii           | 18 juli 2007     | 60%   |
| Game Revolution             | Wii           | 12 december 2006 | 58%   |
| Jeuxvideo.com               | PlayStation 2 | 25 juli 2007     | 55%   |
| Extreme Gamer               | Nintendo DS   | 8 november 2006  | 55%   |
| Gamer.nl                    | PlayStation 2 | 30 juli 2007     | 50%   |